# Tatarahmet, Kandıra
Tatarahmet là một xã thuộc huyện Kandıra, tỉnh Kocaeli, Thổ Nhĩ Kỳ. Dân số thời điểm năm 2010 là 184 người.